# Monaster Narodzenia Matki Bożej i św. Pafnucego w Borowsku
Monaster Narodzenia Matki Bożej i św. Pafnucego – prawosławny męski klasztor w Borowsku, u ujścia Istiermy do Protwy. Założony w XV w. przez świętego mnicha Pafnucego Borowskiego. W XVI i XVII w. pełnił obok funkcji religijnych także obronne.
Według żywota Pafnucego spisanego przez jego ucznia, późniejszego biskupa Wassiana (Ryłę), mnich ten osiedlił się w 1405 w lasach wokół Borowska. Przed 1444 skupiła się wokół niego wspólnota zakonna. W wymienionym roku na jej potrzeby wzniesiono cerkiew Narodzenia Matki Bożej. Rok ten przyjmuje się za początek funkcjonowania monasteru. Jeszcze za życia Pafnucego, w 1467, w kompleksie klasztornym wzniesiono z białego kamienia sobór pod tym samym wezwaniem. Freski w jego wnętrzu wykonał ikonograf Dionizy razem z nieznanym z imienia pomocnikiem i miejscowym mnichem Mitrofanem. Dzięki darom bojarów i wielkich książąt monaster szybko zyskał znaczny majątek. Jego popularność wśród wiernych jeszcze wzrosła po kanonizacji Pafnucego Borowskiego w 1545. Mnich został wówczas drugim patronem klasztoru. W końcu XVI w. monaster otoczono murami, czyniąc z niego punkt obronny na jednej z dróg wiodących do Moskwy. W 1610 tak ufortyfikowany klasztor oblegał Dymitr Samozwaniec II i zdołał zdobyć twierdzę tylko dzięki zdradzie. Monaster został wówczas rozgrabiony, częściowo zaś zburzony.
W końcu XVII stulecia klasztor, nieposiadający już znaczenia militarnego z powodu zmiany biegu granicy rosyjskiej, został odbudowany. Wspólnota należała wówczas do największych właścicieli ziemskich w regionie. W 1673 w klasztorze uwięziono, zaś dwa lata później zamorzono głodem jedne z przywódczyń staroobrzędowców – Fieodosiję Morozową i jej siostrę Jewdokię Urusową.
W 1812 klasztor na krótko zajęli żołnierze Wielkiej Armii Napoleona, dokonując w nim nowych zniszczeń. W czasie odbudowy monasteru jego przełożeni opowiadali się początkowo za rozbiórką zabytkowych budynków sakralnych i wzniesieniem zupełnie nowych; rozebrano wówczas pierwszą cerkiew wzniesioną przez Pafnucego Borowskiego i siedemnastowieczną cerkiew św. Michała Archanioła. Ostatecznie pierwotny projekt został zarzucony. Sobór Narodzenia Matki Bożej nie został rozebrany, a jedynie w 1837 dostawiono do niego refektarz. W końcu XIX stulecia wybudowano również nową bramę wjazdową.
Monaster funkcjonował do maja 1922, gdy na mocy gubernialnego komitetu wykonawczego został zlikwidowany i zamieniony w muzeum historyczno-artystyczne. W 1935 budynki klasztorne zaadaptowano ostatecznie na szkołę mechanizacji gospodarstwa wiejskiego, na ich terenie wzniesiono nowy obiekt na potrzeby placówki. W latach 1941–1945 w monasterze stacjonowały wojska niemieckie, w 1945 obiekt ponownie zaczął pełnić cele edukacyjne, początkowo jako siedziba różnych szkół rolniczych, od 1956 – szkoły mechanizacji. Od 1968 był siedzibą muzeum. Prace remontowe i konserwatorskie nad zabytkowymi zabudowaniami monasterskimi podjęto w II połowie lat 50. XX wieku.
Rosyjski Kościół Prawosławny odzyskał obiekt w 1990. W 1991 do monasteru wrócili pierwsi mnisi.

## Architektura
W skład kompleksu budynków monasterskich wchodzą:
- sobór Narodzenia Matki Bożej
- refektarz z cerkwiami Narodzenia Pańskiego i św. Onufrego
- refektarz z dzwonnicą
- cerkiew św. Mitrofana
- cerkiew św. Eliasza i infirmeria